# Homotoma caroliquarti
Homotoma caroliquarti är en insektsart som beskrevs av Burckhardt och Lauterer 1993. Homotoma caroliquarti ingår i släktet Homotoma och familjen Homotomidae.
Artens utbredningsområde är Iran. Inga underarter finns listade i Catalogue of Life.